# Chris Draper
Chris Draper (Sheffield, 20 de março de 1978) é um velejador britânico.

## Carreira
Chris Draper representou seu país nos Jogos Olímpicos de 2004, na qual conquistou a medalha de bronze na classe 49er. 